# Jow Khvāh
Jow Khvāh (persiska: جو خواه, Chahār Deh, Jowkhāh) är en ort i Iran.   Den ligger i provinsen Sydkhorasan, i den centrala delen av landet, 500 km öster om huvudstaden Teheran. Jow Khvāh ligger 667 meter över havet och antalet invånare är 908.
Terrängen runt Jow Khvāh är platt. Trakten runt Jow Khvāh är nära nog obefolkad, med mindre än två invånare per kvadratkilometer. Närmaste större samhälle är Tabas, 17,8 km sydost om Jow Khvāh. Trakten runt Jow Khvāh är ofruktbar med lite eller ingen växtlighet.